# Joe FitzPatrick

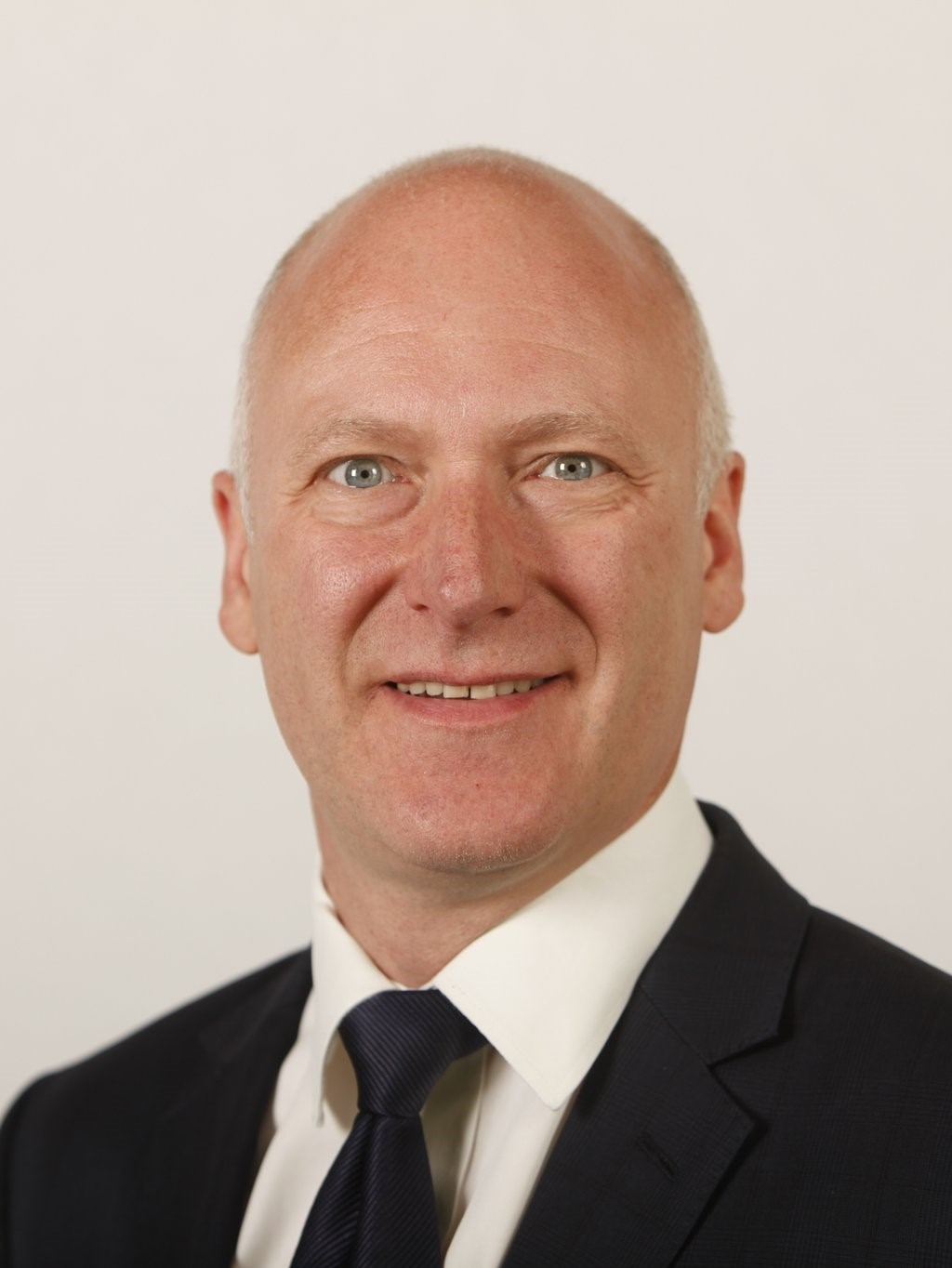
Joe FitzPatrick

Joe FitzPatrick (* 1. April 1967 in Dundee) ist ein schottischer Politiker und Mitglied der Scottish National Party (SNP).

## Leben
FitzPatrick besuchte die Whitfield High School in Dundee. Dann studierte er Forstwissenschaften am Inverness College und wechselte an die Abertay Universität sowie die University Dundee. Während des Studiums engagierte er sich in der National Union of Students Scotland.

## Politischer Werdegang
In der SNP war FitzPatrick zunächst für die Abgeordnete Shona Robison und deren Ehemann, den Unterhausabgeordneten Stewart Hosie tätig. 1999 wurde er in den Stadtrat von Dundee gewählt und 2003 bestätigt. Bei den Unterhauswahlen 2005 bewarb sich FitzPatrick um das Direktmandat des Wahlkreises Dundee West, unterlag aber dem Labour-Kandidaten Jim McGovern. Zu den schottischen Parlamentswahlen 2007 trat FitzPatrick die Nachfolge von Irene McGugan im Wahlkreis Dundee West. Er errang das Direktmandat und zog erstmals in das Schottische Parlament ein. Im Zuge der Wahlkreisreform 2011 wurde der Wahlkreis Dundee West aufgelöst und weitgehend durch den neugeschaffenen Wahlkreis Dundee City West ersetzt, für den FitzPatrick bei den Parlamentswahlen 2011 antrat. Abermals errang er das Direktmandat.
Er ist Staatssekretär für Öffentliche Gesundheit, Sport und Wohlbefinden im Ministerium für Gesundheit und Sport im Kabinett Sturgeon II und somit Mitglied der schottischen Regierung. 